# Самюель Альберт Левін
Семюель Альберт Левін (англ. Samuel Albert Levine) (1891—1966) — відомий американський кардіолог.
Народився у польському місті Ломжа. У віці трьох років переїхав у Сполучені Штати.
На його честь названо симптом Левіна, шкала Левіна та синдром Лауна — Ґанонґа — Левайна.